# Kelley Roos
Kelley Roos ist das Pseudonym des amerikanischen Schriftstellerehepaares Audrey Kelley (1912–1982) und William Roos (1911–1987). Sie verfassten ab den 1940er-Jahren zahlreiche Kriminalromane und lebten in Martha’s Vineyard.

## Werk (Auswahl)
- 1940: Made Up To Kill
- 1941: If the Shroud Fits
- 1942: The Frightened Stiff
- 1945: There Was a Crooked Man
- 1947: Ghost of a Chance
- 1948: Murder in Any Language
- 1956: She Died Dancing
- 1958: Requiem for a Blonde
- 1959: Scent of Mystery
- 1965: Grave Danger
- 1965: Necessary Evil
- 1965: A Few Days in Madrid
- 1966: Cry in the Night
- 1966: One False Move
- 1967: Who Saw Maggie Brown?
- 1968: To Save His Life
- 1970: Suddenly One Night
- 1970: What Did Hattie See?
- 1971: Bad Trip
- 1981: Murder on Martha's Vineyard

Deutschsprachige Ausgaben erschienen in den 1960er-Jahren unter anderem in den Reihen Mitternachtsbücher (Verlag Kurt Desch) und Die schwarzen Kriminalromane (Scherz Verlag).

## Adaptionen
Film
- 1942: A Night to Remember (mit Brian Aherne und Loretta Young) – Verfilmung von The Frightened Stiff
- 1943: Dangerous Blondes (mit Allyn Joslyn und Evelyn Keyes) – Verfilmung von If the Shroud Fits
- 1959: Voulez-vous danser avec moi? (mit Brigitte Bardot und Henri Vidal) – Verfilmung von She Died Dancing
- 1960: Scent of Mystery (mit Denholm Elliott und Peter Lorre) – Verfilmung von Ghost of a Chance

Hörspiel
- Bayerischer Rundfunk 1973: Freundin in allen Todeslagen (mit Monika Peitsch, Harald Leipnitz und Hannelore Schroth)[2] – Adaption von Cry in the Night